# Koba (Mamou)
Koba è un comune (in francese sous-préfecture) della Guinea, parte della regione di Mamou e della prefettura di Dalaba.